# Dāhānu
Dāhānu är en ort i Indien.   Den ligger i delstaten Maharashtra, i den västra delen av landet, 1 100 km söder om huvudstaden New Delhi. Dāhānu ligger 8 meter över havet och antalet invånare är 49 048.
Terrängen runt Dāhānu är platt. Havet är nära Dāhānu åt nordväst. Runt Dāhānu är det tätbefolkat, med 356 invånare per kvadratkilometer. Dāhānu är det största samhället i trakten. Trakten runt Dāhānu består till största delen av jordbruksmark.